# Linia kolejowa nr 320
Linia kolejowa nr 320 – łącząca stację Kondratowice Dworzec Mały ze stacją Ząbkowice Śląskie Dworzec Mały.